# Óxido de bismuto(III)
El óxido de bismuto(III), también conocido como bismita y trióxido de bismuto, es un compuesto químico. Su fórmula química es Bi2O3. Tiene iones de bismuto y óxido. El bismuto se encuentra en su estado de oxidación +3.

## Propiedades
El óxido de bismuto(III) es un sólido de color amarillo pálido. No se disuelve en agua. Se disuelve en ácidos para producir otras sales de bismuto(III). Cuando se electroliza, produce un sólido de color rojo brillante, óxido de bismuto(V). Tiene varias estructuras cristalinas diferentes que han sido estudiadas. Reacciona con óxidos metálicos de tierras raras y los productos están siendo estudiados.

## Ocurrencia

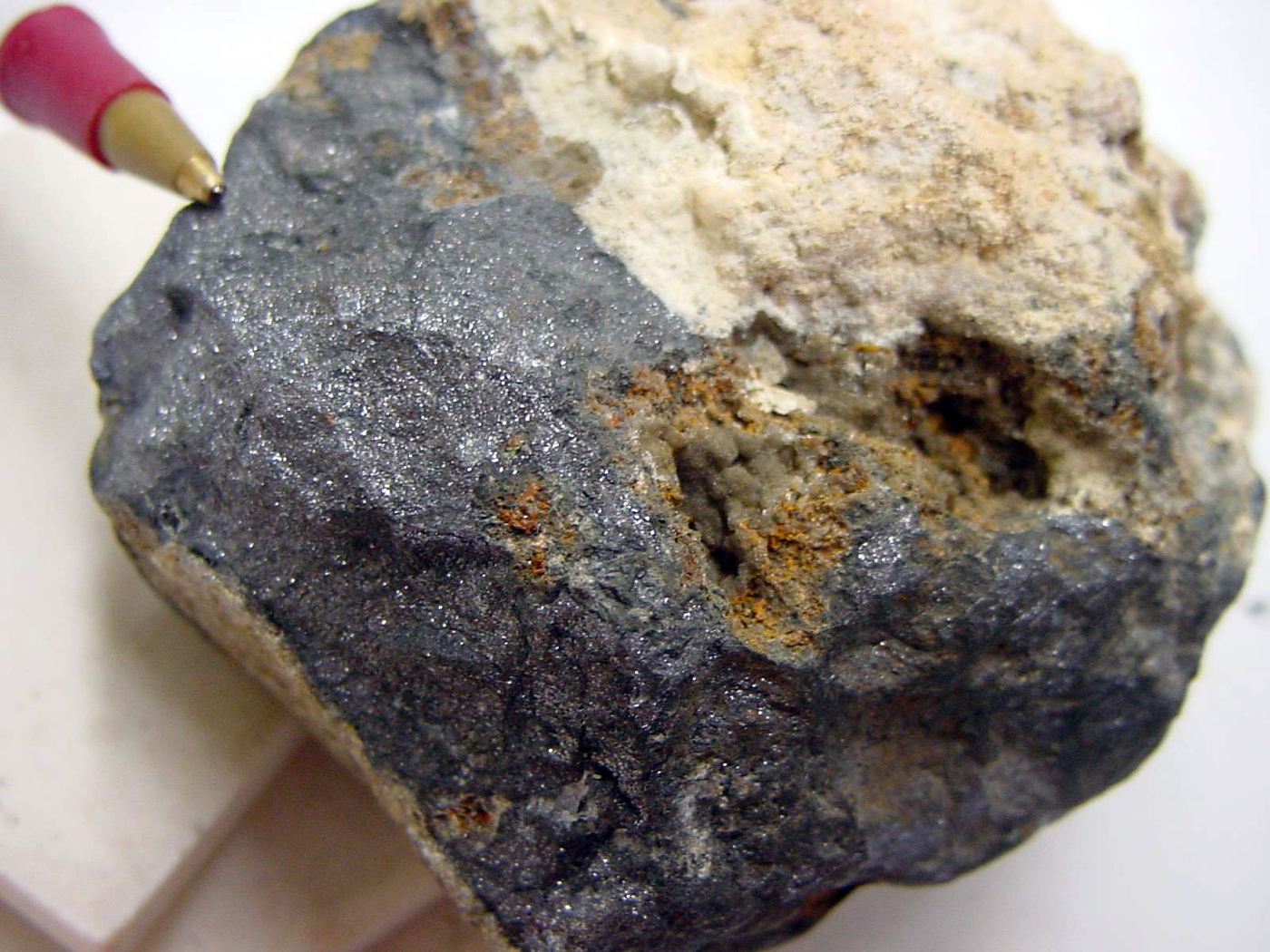
Bismita

La bismita es la forma mineral del óxido de bismuto(III). Es un mineral de bismuto. Su dureza Mohs es de 4,5 a 5 y su gravedad específica es bastante alta, alrededor de 8 o 9. Se fabrica cuando la bismutina se oxida. Se encontró por primera vez en Nevada en 1868.

## Preparación
Se puede hacer reaccionando hidróxido de sodio con una sal de bismuto(III) como el cloruro de bismuto(III). También se puede hacer por medio de la ignición de polvo de bismuto metálico. Otra forma de hacerla es reaccionar el nitrato de bismuto (hecho disolviendo el bismuto en ácido nítrico) con hidróxido de sodio concentrado.

## Usos
El óxido de bismuto(III) se utiliza en la pirotecnia para hacer fuegos artificiales que arden con un efecto llamado "huevos de dragón". El óxido de plomo (II, IV) se usaba para esto en el pasado, pero ahora se considera demasiado tóxico para su uso. También se utiliza en la investigación y la fabricación de otros compuestos de bismuto.